# Модель, Абрам Яковлевич
Абрам Яковлевич Модель (23 октября 1895, Двинск — 16 февраля 1976, Ленинград) — советский шахматист, мастер спорта СССР (1927—1935). Преподаватель математики. Музыкант, автор значительного количества литературных произведений юмористического характера на тему шахмат.

## Биография

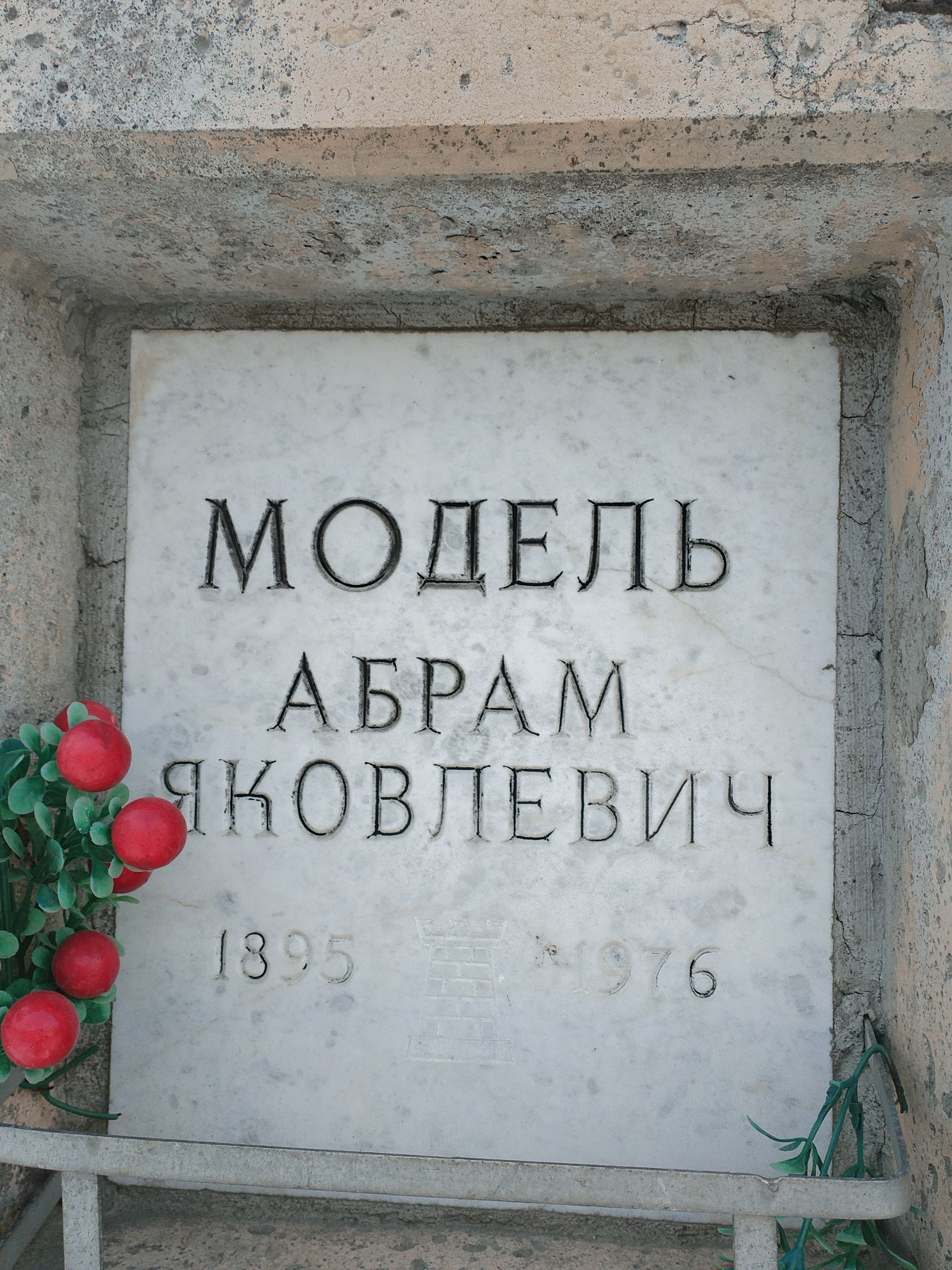

Абрам Яковлевич (Янкелевич) Модель родился 10 октября (по старому стилю) 1895 года в Двинске, в семье торговца галантерейными товарами Янкеля Абрам-Мееровича Мо́деля (уроженца Двинска) и Леи-Фрейды Мееровны Кацевской (родом из Витебска). У него был старший брат Меер (1893).
Жил в Ленинграде.
Бронзовый призёр 5-го чемпионата СССР (разделил 3—4 места с Ф. И. Дуз-Хотимирским).  Участник чемпионата БССР по шахматам 1928 г. (выступая вне конкурса, поделил 1—3 места с К. А. Выгодчиковым и В. И. Силичем). Победитель 18-го первенства Ленинграда по шахматам (1944), состоявшегося в городе после Блокады.
Широкую известность А. Я. Моделю принес так называемый «Матч Икса», организованный ленинградской газетой «Смена» в декабре 1929 года. Модель инкогнито (под псевдонимом Икс) вызвал на матч лучших шахматистов тогдашнего Ленинграда: мастеров А. Ф. Ильина-Женевского (на тот момент чемпиона города), М. М. Ботвинника (будущего чемпиона мира) и Я. Г. Рохлина (которому незадолго до описываемых событий проиграл матч) и первокатегорников В. В. Рагозина (будущего гроссмейстера и чемпиона мира в игре по переписке, на тот момент чемпиона профсоюза пищевиков), Л. И. Куббеля (чемпиона профсоюза химиков), А. Н. Жилина (чемпиона профсоюза совторгслужащих), И. В. Зека (чемпиона профсоюза строителей), С. О. Вайнштейна (чемпиона профсоюза работников печати), профессора Б. М. Кояловича (одного из старейших ленинградских шахматистов), а также команду шахматного клуба пищевиков во главе с первокатегорником Г. А. Мясоедовым. По условиям матча Икс играл все партии белыми фигурами. Каждый день участники соревнования до 19:00 сообщали в редакцию свои ходы, а Икс должен был ответить до 23:00 того же дня. После проигрыша трех партий Икс должен был открыть своё имя. Несмотря на жесткие условия, Модель выиграл 7 партий из 10, остальные (против Ботвинника, Рохлина и Л. Куббеля) завершились вничью. Во время матча Модель «консультировал» своих соперников. Мистификация была раскрыта самим Моделем только через несколько месяцев после окончания соревнования.
Руководил шахматным кружком ленинградского Дворца пионеров.Во время Великой Отечественной войны занимался эвакуацией детей на Большую землю. Организатор турниров в осаждённом городе и воинских частях. В годы Блокады организовал детский турнир (официально назывался открытым чемпионатом города), проводившийся в помещении бомбоубежища Аничкова дворца. Это было первое официальное соревнование в карьере В. Л. Корчного. Награждён медалью «За оборону Ленинграда».
Похоронен в колумбарии Санкт-Петербургского крематория.

## Спортивные достижения
| Год         | Город     | Соревнование                                                   | +  | − | = | Результат | Место  |
| ----------- | --------- | -------------------------------------------------------------- | -- | - | - | --------- | ------ |
| 1922        | Петроград | Матч Петроград — Москва (9 доска, против Н. И. Грекова)        | 0  | 2 | 0 | 0 из 2    |        |
| 1925        | Ленинград | «Турнир городов»                                               |    |   |   |           | 1      |
| 1925 / 1926 | Ленинград | Турнир с участием К. Торре                                     | 2  | 4 | 0 | 2 из 6    | 4      |
| 1926        | Ленинград | Чемпионат Ленинграда                                           | 1  | 7 | 1 | 1½ из 9   | 10     |
|             | Ленинград | Первенство Северо-Западной области                             | 2  | 5 | 3 | 3½ из 10  | 4      |
|             | Стокгольм | Матч Стокгольм — Ленинград (4 доска, против Э. Якобсона)       | 0  | 1 | 1 | ½ из 2    |        |
|             | Москва    | Матч Москва — Ленинград (7 доска, против Х. И. Холодкевича)    | 0  | 1 | 1 | ½ из 2    |        |
| 1927        | Москва    | 5-й чемпионат СССР                                             | 12 | 6 | 2 | 13 из 20  | 3—4    |
|             | Ленинград | «Турнир шести»                                                 |    |   |   | 5 из 10   | 3      |
| 1928        | Ленинград | Чемпионат Ленинграда                                           | 4  | 6 | 5 | 6½ из 15  | 10—11  |
| 1929        | Ленинград | Чемпионат Ленинграда (финальный турнир)                        | 4  | 2 | 1 | 4½ из 7   | 2—3    |
|             | Одесса    | 6-й чемпионат СССР (четвертьфинальный турнир, группа № 3)      | 1  | 4 | 3 | 2½ из 8   | 7—9    |
|             | Ленинград | Матч с Я. Г. Рохлиным                                          | 4  | 5 | 1 | 4½ : 5    |        |
|             | Ленинград | Матч с М. Л. Марским                                           |    |   |   |           |        |
| 1929 / 1930 | Ленинград | «Матч Икса»                                                    | 7  | 0 | 3 | 8½ из 10  |        |
| 1930        | Ленинград | Турнир ленинградских мастеров                                  |    |   |   | 3 из 8    | 8      |
|             | Ленинград | Матч ДСО «Динамо» Ленинград — Москва (против М. И. Юдковского) | 1  |   |   |           |        |
| 1930 / 1931 | Ленинград | Чемпионат Ленинграда                                           |    |   |   | 8 из 17   | 9—11   |
| 1932        | Ленинград | Чемпионат Ленинграда                                           | 4  | 6 | 1 | 4½ из 11  | 9      |
|             | Ленинград | Матч ДСО «Динамо» — рабочая сборная Германии (против Шёбеля)   | 1  |   |   |           |        |
| 1933        | Ленинград | Турнир ленинградских мастеров                                  |    |   |   | 4½ из 13  | 12     |
| 1934        | Ленинград | Турнир ленинградских мастеров                                  |    |   |   | 4 из 13   | 12—13  |
| 1935        | Ленинград | «Турнир двенадцати»                                            |    |   |   | 3½ из 11  | 11     |
| 1936        | Ленинград | Всесоюзный турнир I категории памяти Л. Я. Савицкого           |    |   |   |           |        |
| 1941        | Ленинград | Чемпионат Ленинграда                                           |    |   |   |           | [ 11 ] |
| 1944        | Ленинград | 18-й чемпионат Ленинграда                                      |    |   |   | 8 из 9    | 1      |
|             | Москва    | Полуфинал 13-го чемпионата СССР                                |    |   |   |           |        |
| 1973—1975   |           | Матч СССР — Швеция по переписке                                | 1  | 0 | 1 | 1½ из 2   |        |